# Julia (sång av The Beatles)
Julia (Lennon/McCartney) är en låt av The Beatles från 1968.

## Låten och inspelningen
Lennons märkliga sorgesång/hyllning till sin mor, Julia Lennon, blev den sista låten man spelade in 1968. Temat är dels den döda modern och hur Lennon ersatt längtan efter henne med kärleken till Yoko Ono (som refereras till som ”Oceanchild” vilket är vad hennes namn betyder på japanska). Vissa kritiker har tolkat raderna ”Half of what I say is meaningless/but I say it just to reach you” som riktat till fansen (även om man kan tolka dem som man vill). Låten är, av uppenbara skäl, en av Lennons mer hudlösa och privata även om han skulle återkomma till modern i sina solostycken ”Mother” och ”My Mummy's Dead” (1970). Låten spelades in 13 oktober 1968 och var den sista som färdigställdes 1968 med undantag för ett pålägg på "Savoy Truffle" dagen därpå. Låten kom med på LP:n The Beatles, som utgavs i England och USA 22 november respektive 25 november 1968.